# Milan Klouček
Milan Klouček (* 30. dubna 1998, Hradec Králové, Česko) je český hokejový brankář hrající českou Extraligu v týmu Banes Motor České Budějovice.

## Kariéra
I přes svůj původ z Hradce Králové se začal věnovat hokeji v Pardubicích, kde se zařadil mezi další odchovance pardubického hokeje, kde až na krátká hostování působil do roku 2018.
I když už od svých 15 let chytal za mládežnické reprezentační výběry, tak na větší akci se podíval až v 19 letech, kdy byl nominován na juniorský světový šampionát 2018 v americkém Buffalu, kde ovšem jako třetí brankář ani jednou nenastoupil.
Více se mu dařilo na klubové úrovni, když nastoupil v české extralize už ve svých 18 letech 9. září 2016 na ledě Třince.
V sezóně 2017/18 patřil k největším oporám Dynama. I přes to, že byl v roce 2018 draftován týmem Nashville Predators, tak se mu v NHL uchytit nepodařilo.
V Dynamu působil do konce sezony 2023/2024. Právě této sezoně byl poslán na hostování do HC Škoda Plzeň. Od léta 2024 je hráčem Banesu Motor České Budějovice.